# Biserica de lemn din Doseni

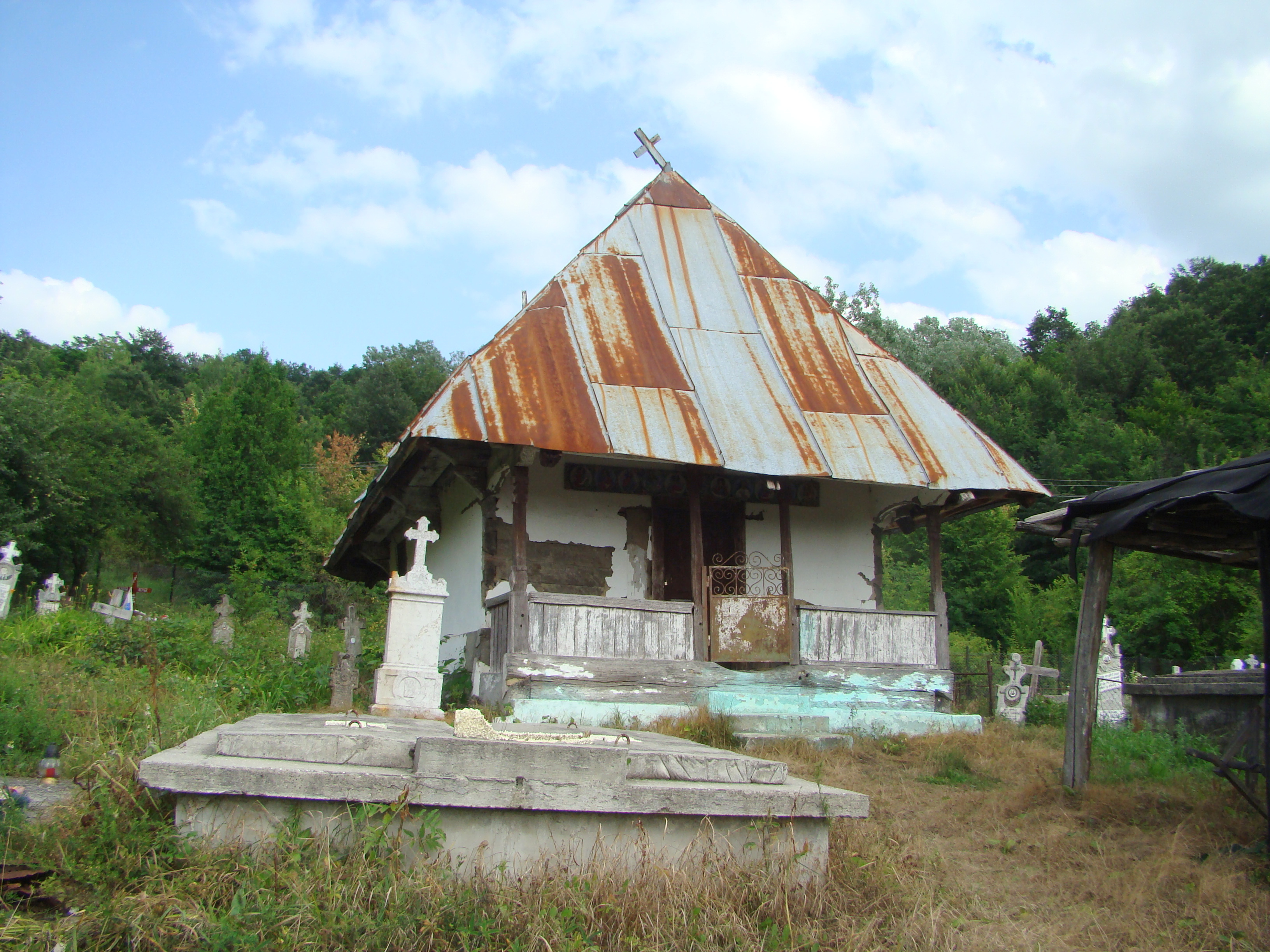
Biserica de lemn „Sfinții Arhangheli” din Doseni, comuna Albeni, județul Gorj, foto: iunie 2018.

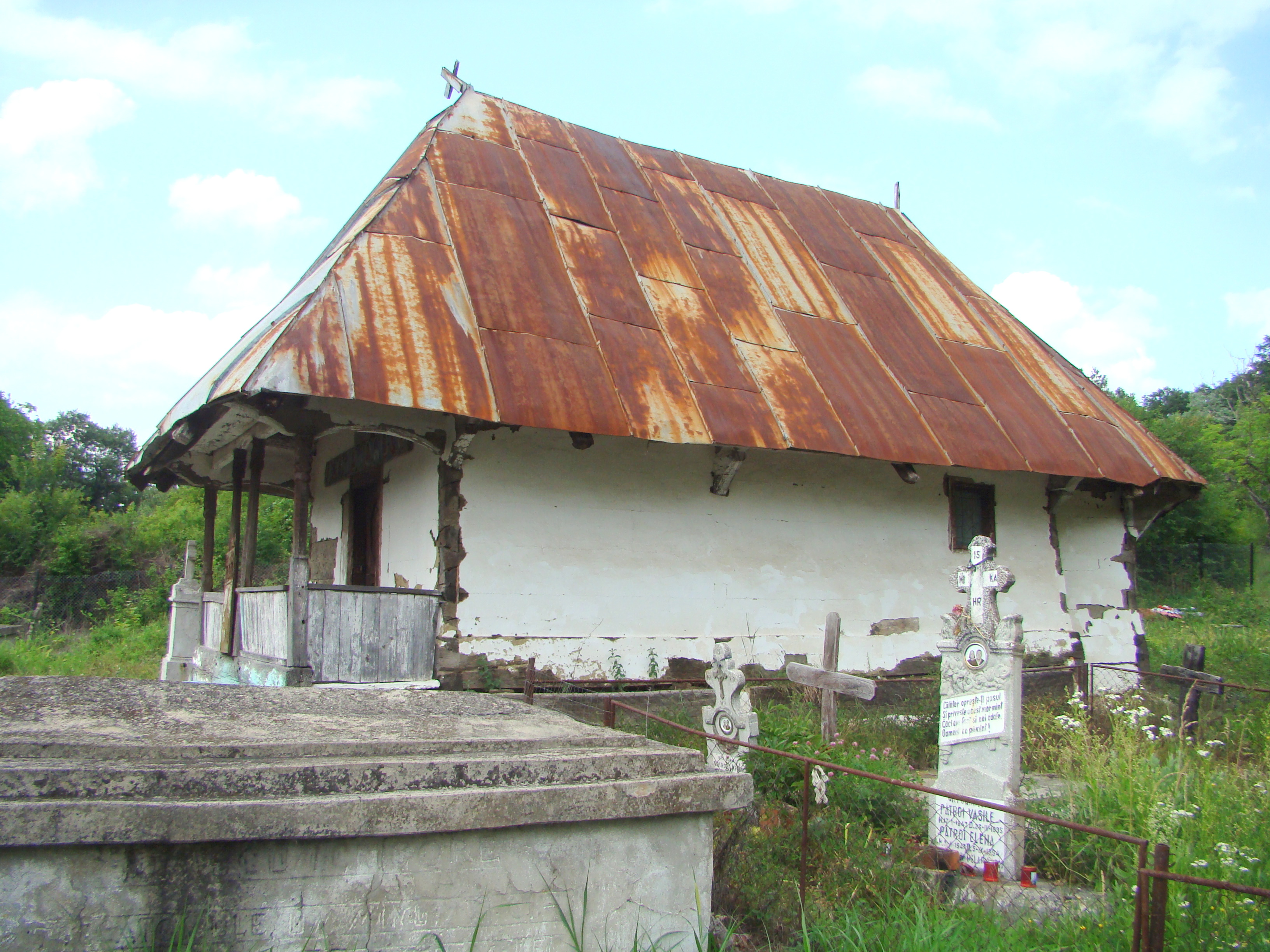
Biserica (sud-vest)

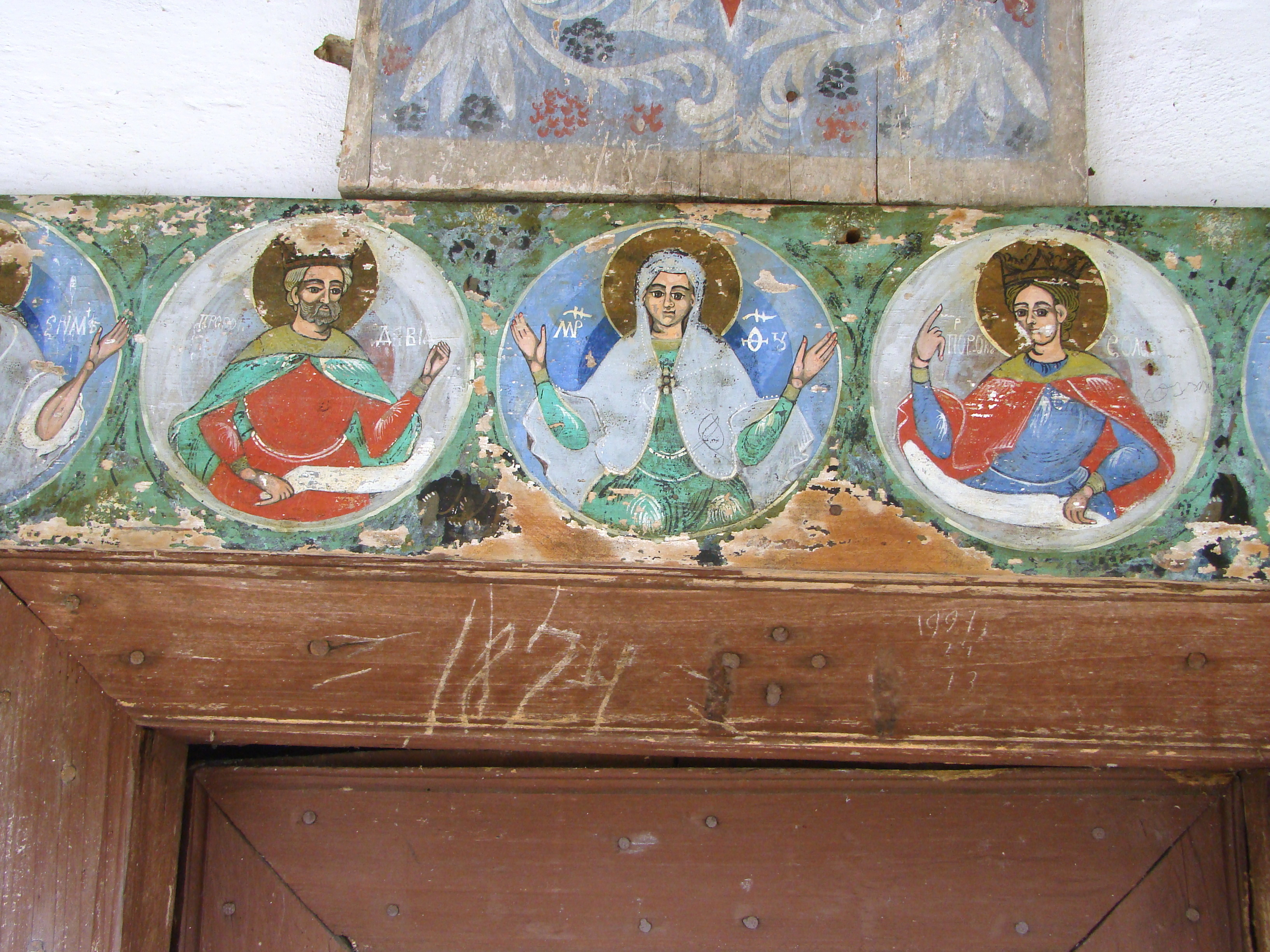
Stinghea cu portretele proorocilor și al Mariei, în medalioane

Biserica de lemn din Doseni, comuna Albeni, județul Gorj, a fost construită în anul 1748. Are hramul „Sfinții Arhangheli”. Biserica se află pe lista monumentelor istorice sub codul LMI:  GJ-II-m-B-09296.

## Istoric și trăsături
Satul Doseni este situat dincolo de pădure, biserica aflându-se la capătul său de început, pe deal, deasupra Gilortului. Anul construcției este incizat pe o bârnă, în dreapta intrării: „văleat 7256” (1748-1749). Mai jos este trecut anul unei renovări: „7334-7335” (1825); acesteia îi aparțin cadrele actuale ale intrărilor.
Biserica are dimensiuni modeste: nava 5,67 m/4 m; laturile altarului între 1,22 și 1,52 m, iar prispa îngustă, 0,90 m. Planul este dreptunghiular, cu absida altarului decroșată, poligonală, cu cinci laturi. Din sistemul de construcție se remarcă îmbinările în „coadă de rândunică”, ce se coboară și la bârnele temeliei, dispuse în decroș. Lăcașul este acoperit în prezent cu tablă și și-a păstrat forma inițială, fără clopotniță peste acoperiș. 
Din pictura de bună calitate, realizată în timpul șantierului de renovare de la 1825, s-au mai păstrat ușile împărătești „Buna Vestire”, cu chipurile lui Solomon și David în medalioane, stinghea cu portretele proorocilor și al Mariei, în medalioane, dar și panourile decorative cu căni cu flori.
Din patrimoniul bisericii se mai remarcă cele două cruci de lemn mobile, pe una fiind incizată Maria cu Pruncul, pe cealaltă Cuvioasa Paraschiva, alături de multe nume care ar putea fi pomelnice ctitoricești.
Viitorul acestui monument pitoresc este foarte incert datorită depopulării satului Doseni, în care mai trăiesc doar câțiva locuitori și drumului de acces prin pădure, aproape impracticabil pentru vehicule.

## Galerie de imagini

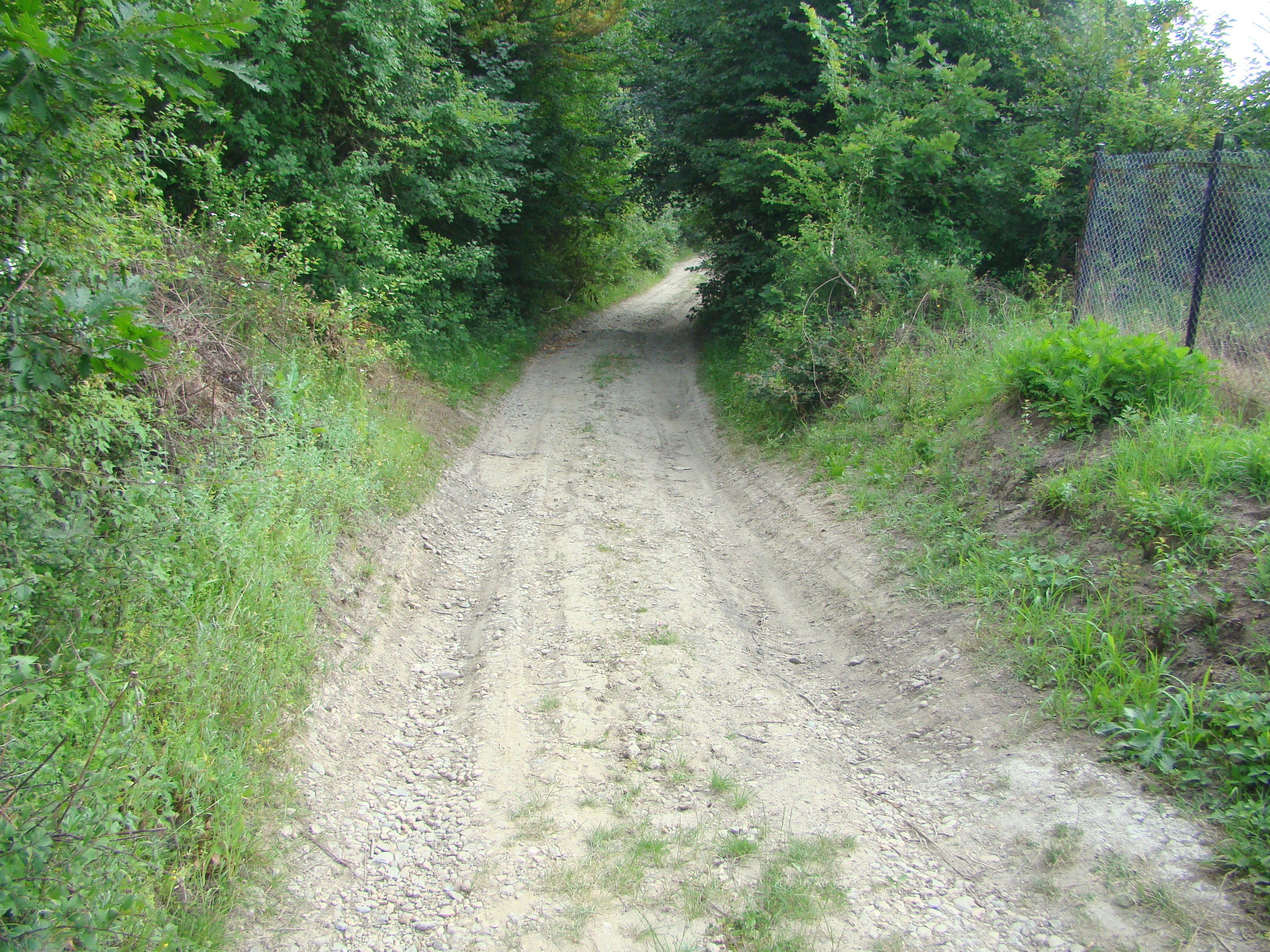
Drumul la ieşirea din pădure
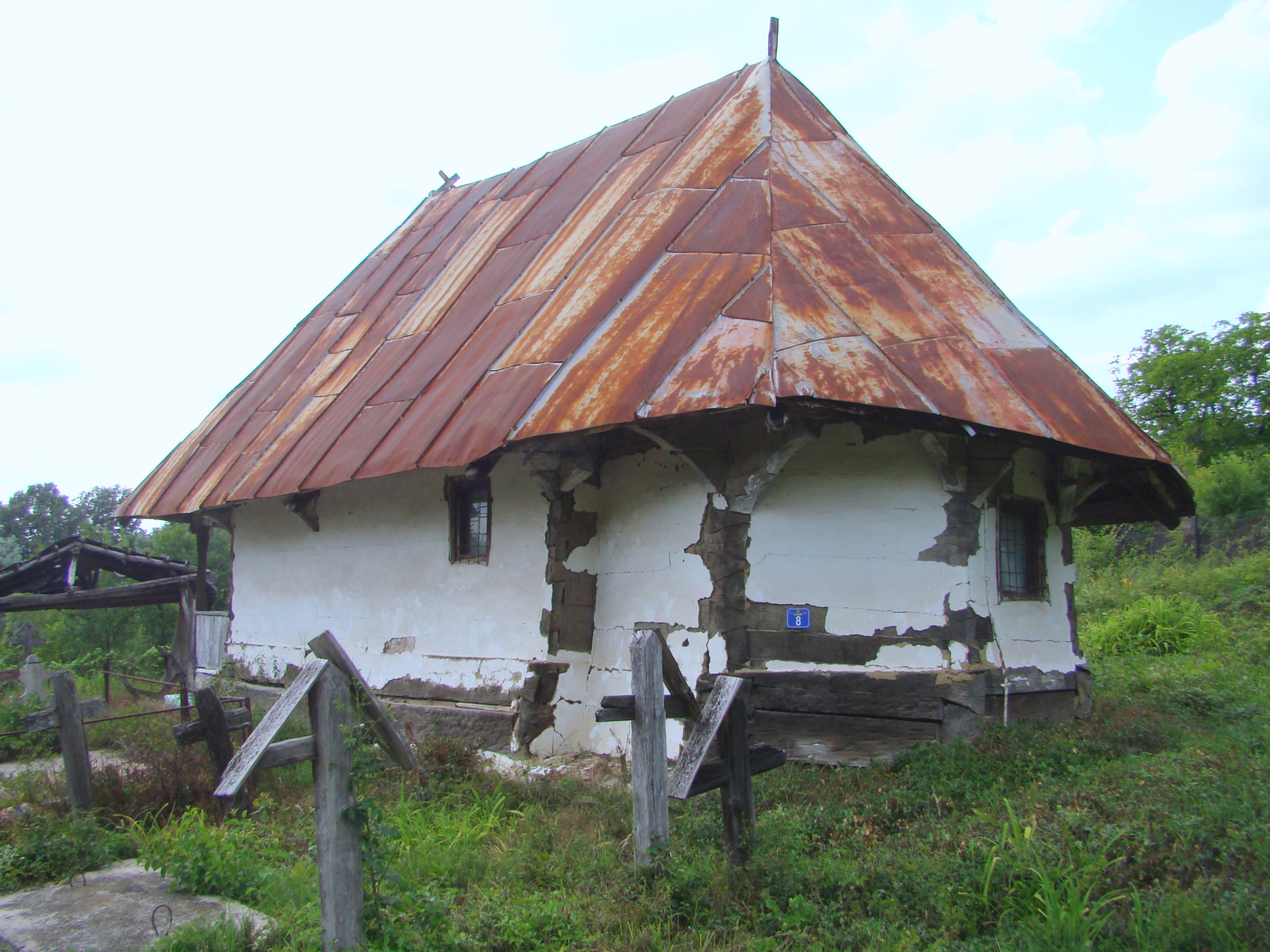
Biserica (sud-est)
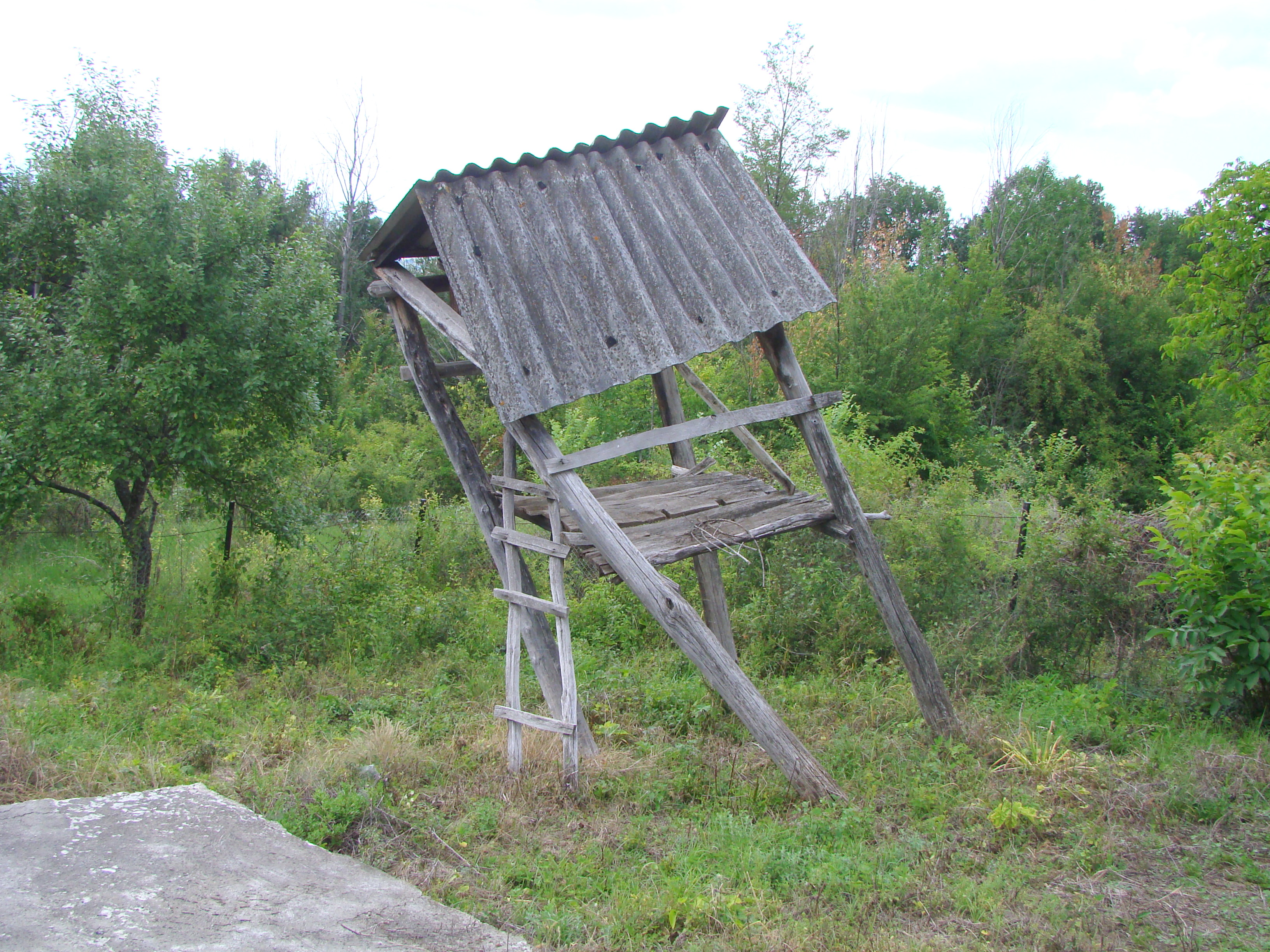
Clopotnița aproape prăbuşită
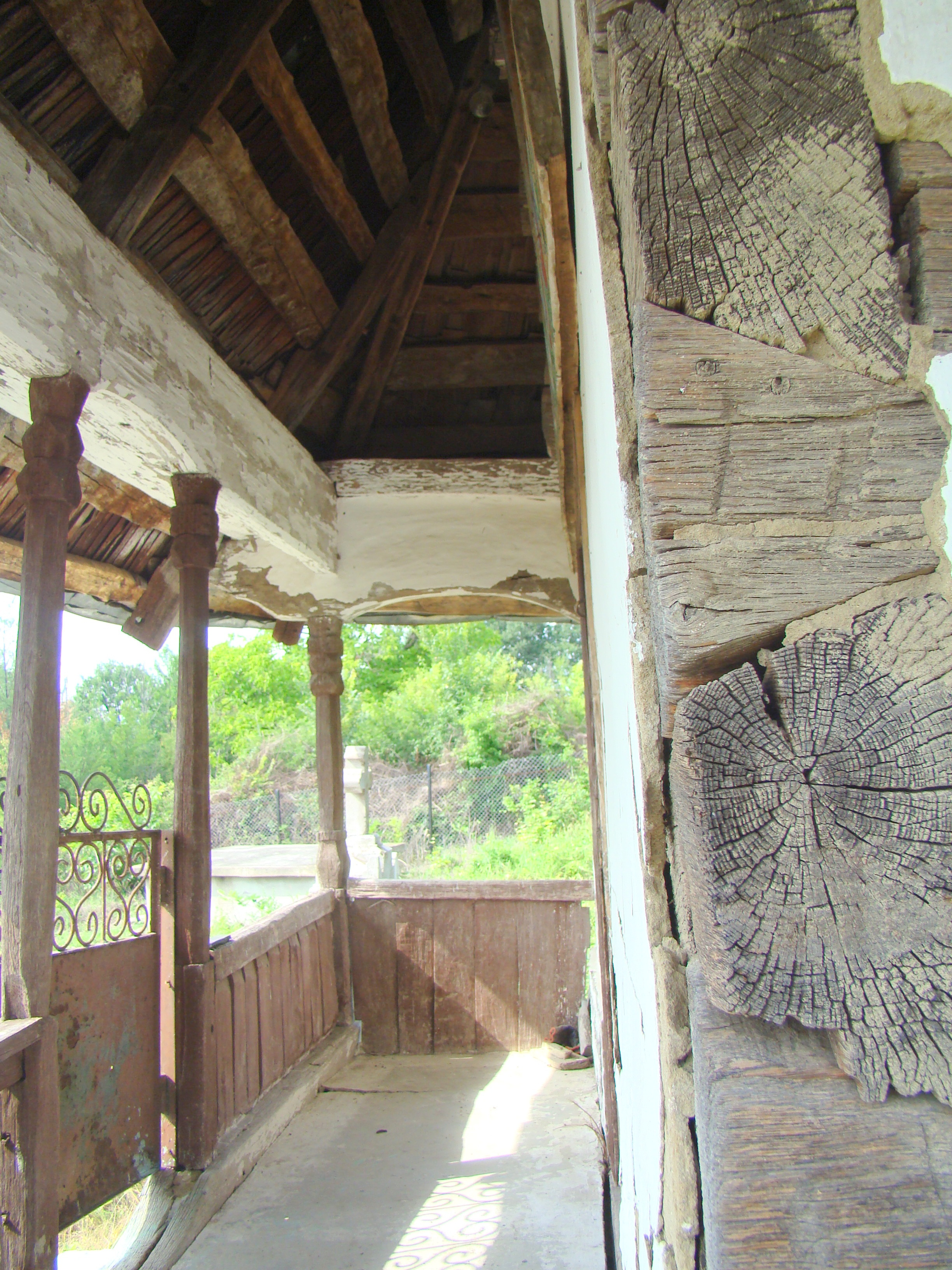
Prispa
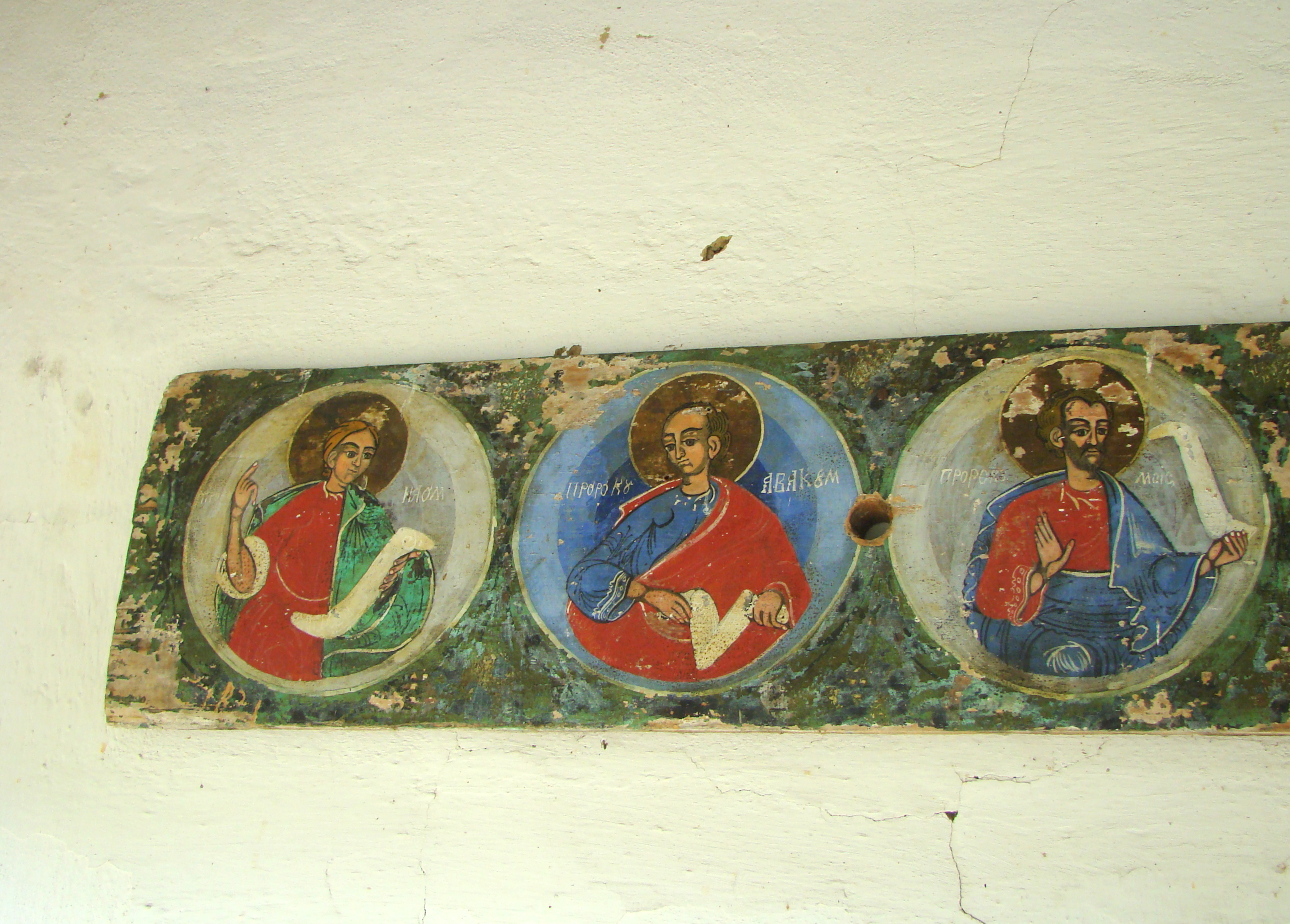
Medalioane cu prooroci
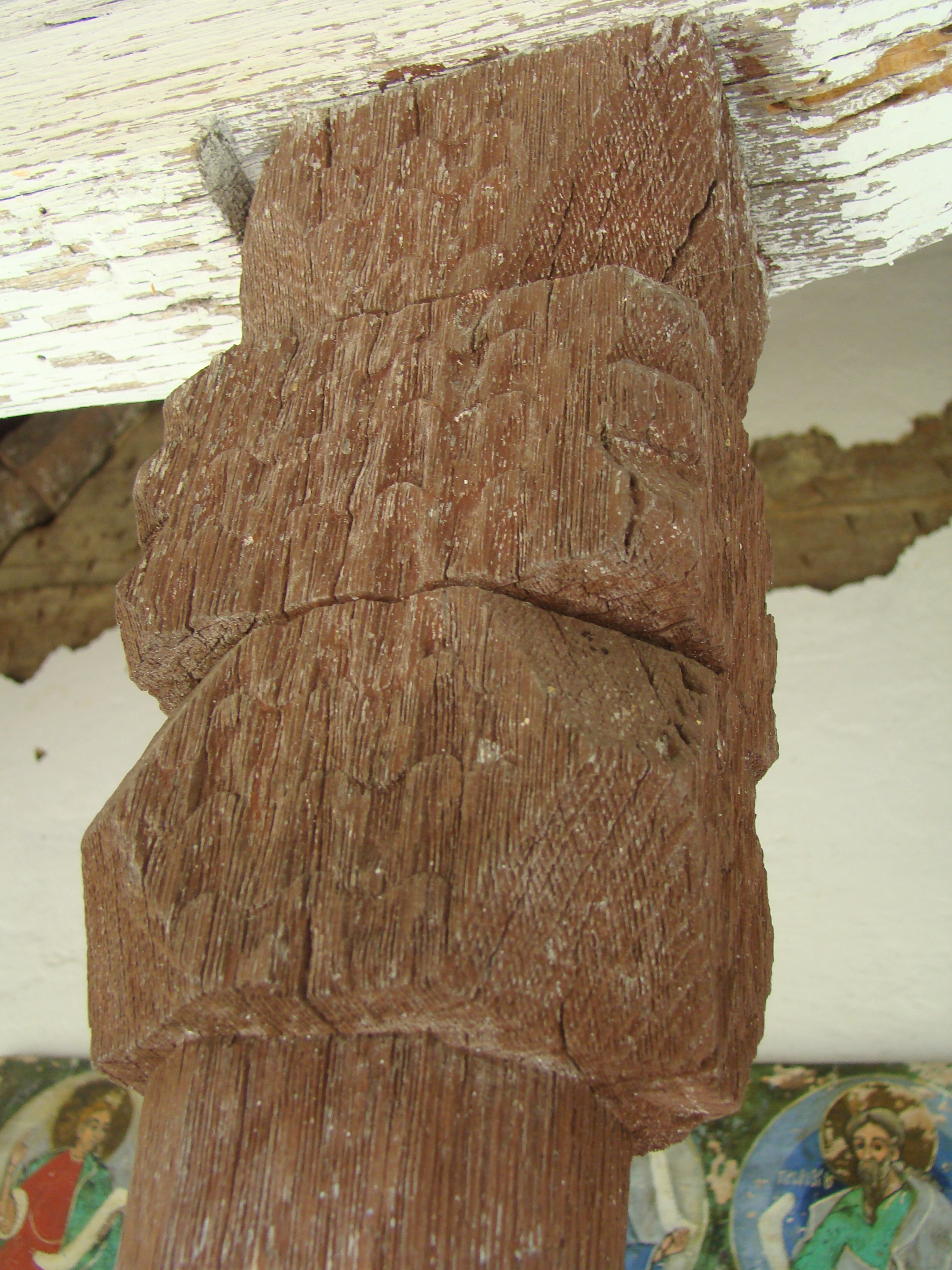
Capitel
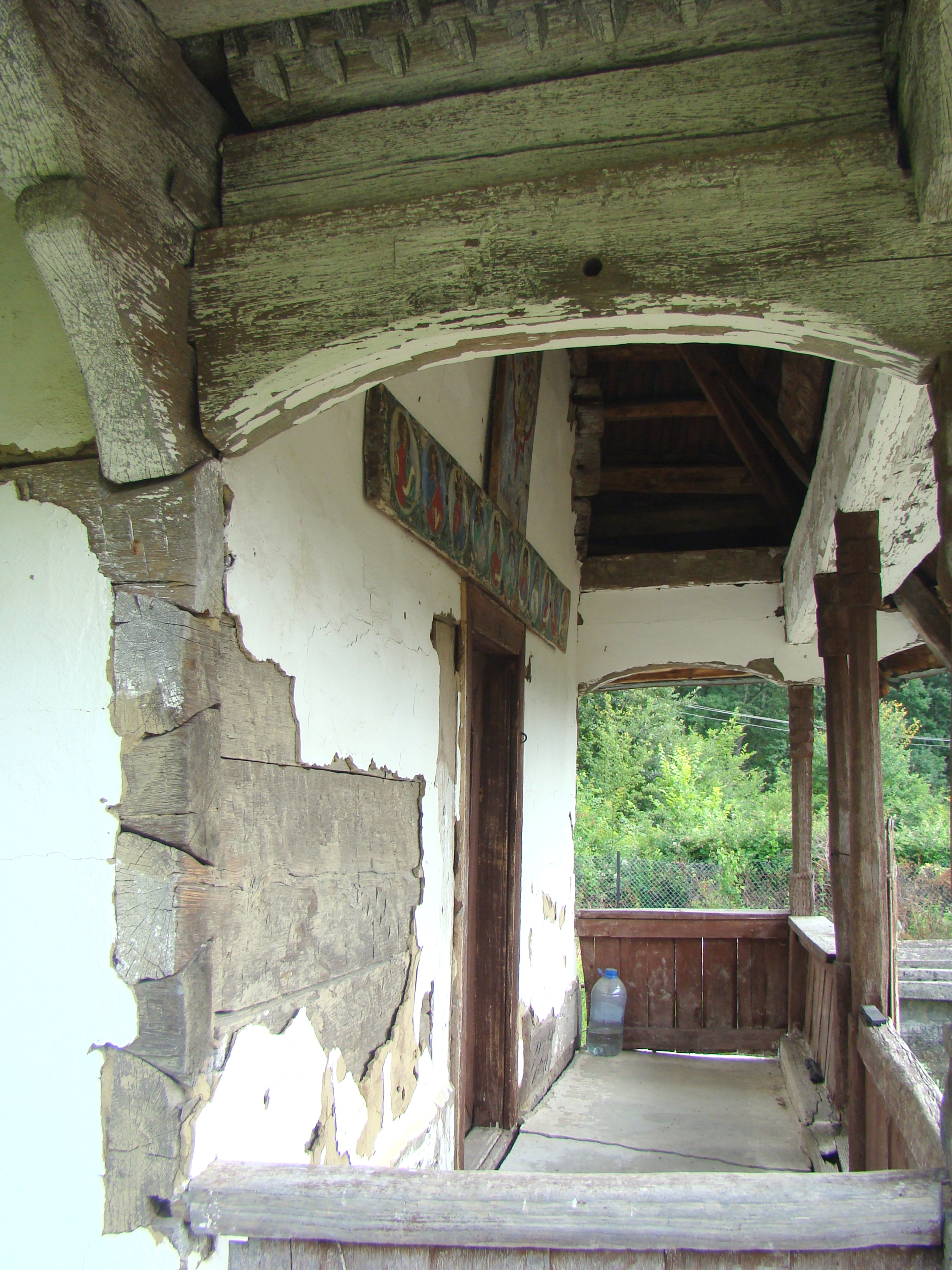
Prispa
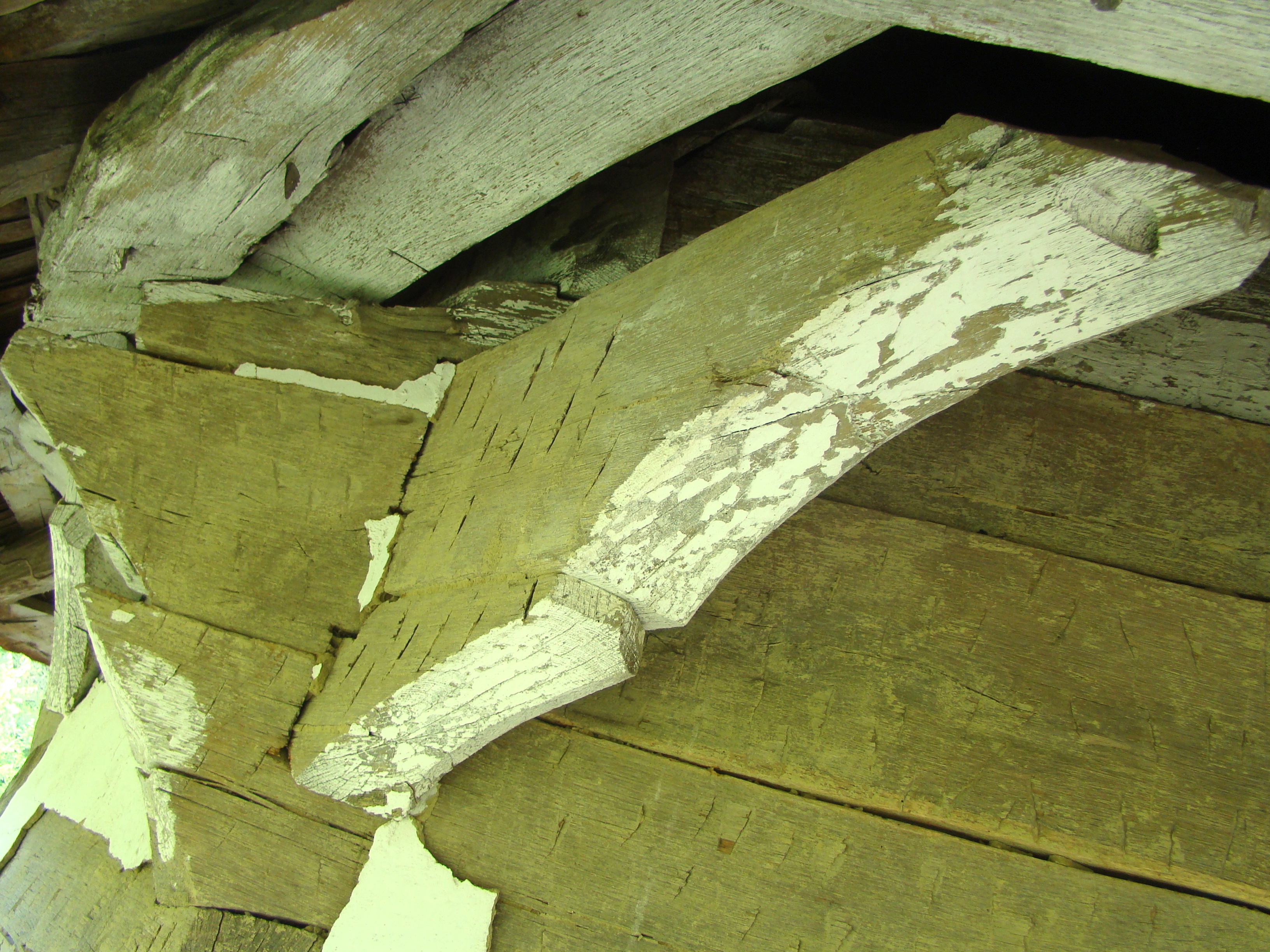
Console
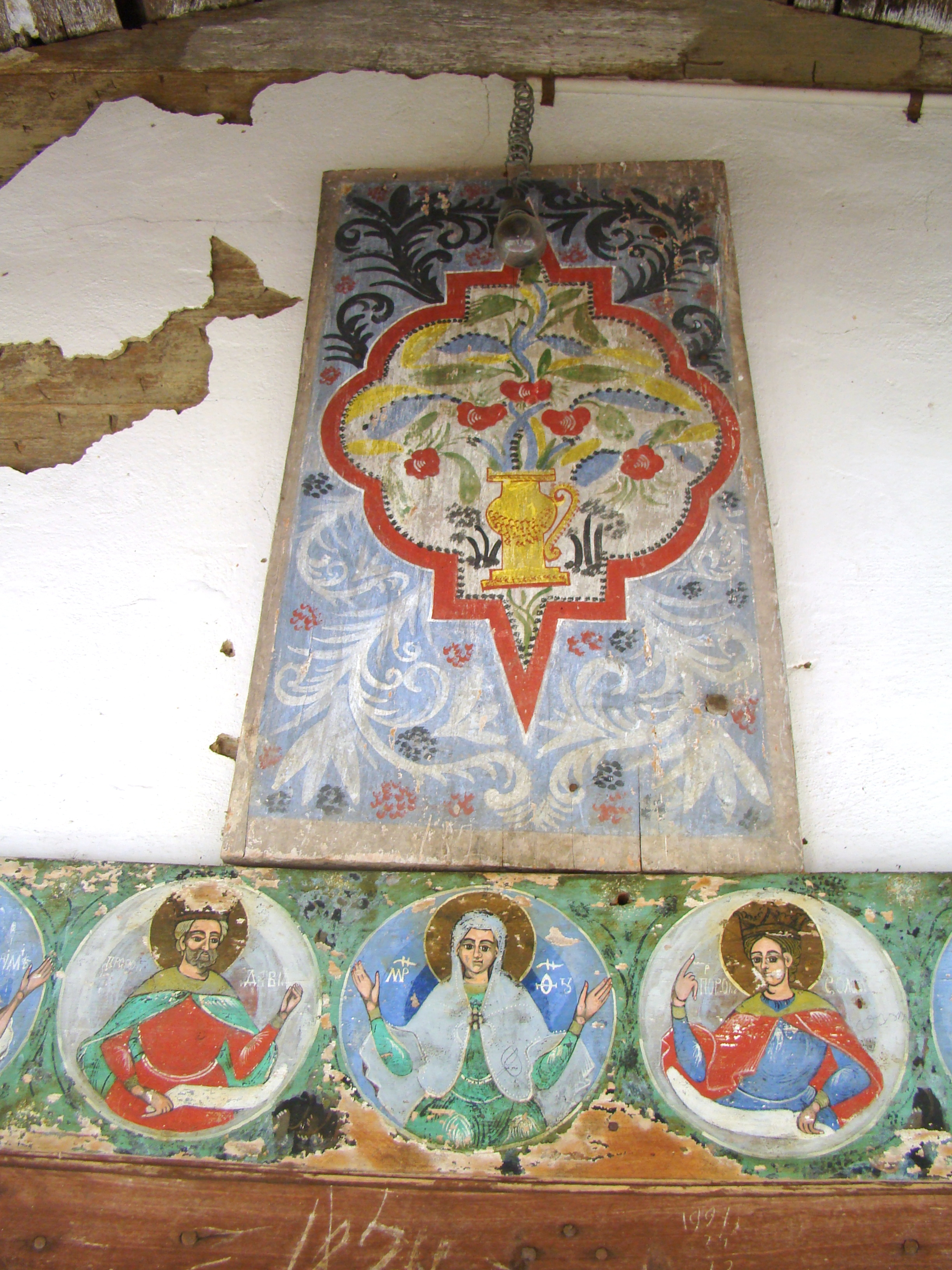
Pictura exterioară
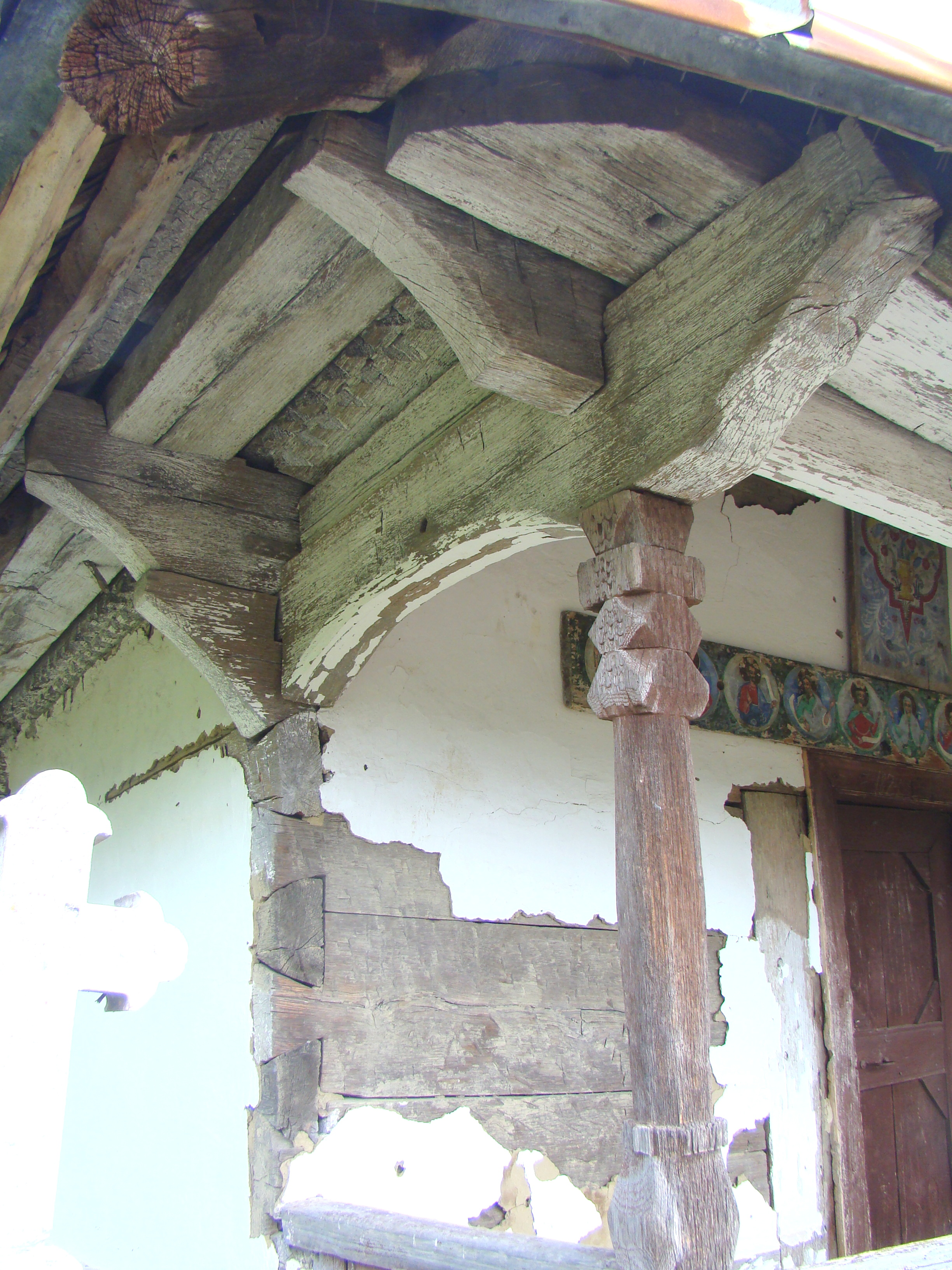
Stâlp şi console la pridvor
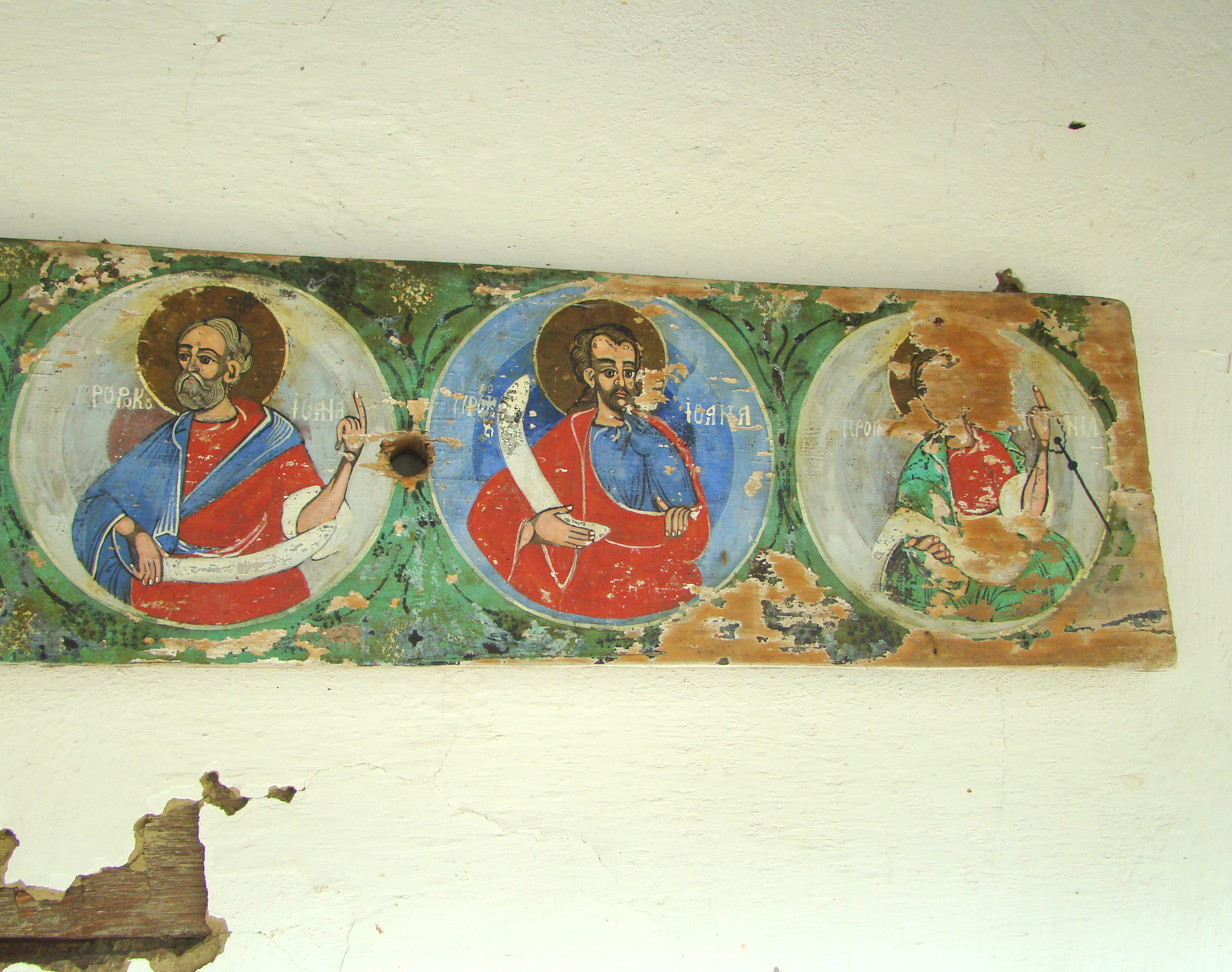
Medalioane cu prooroci
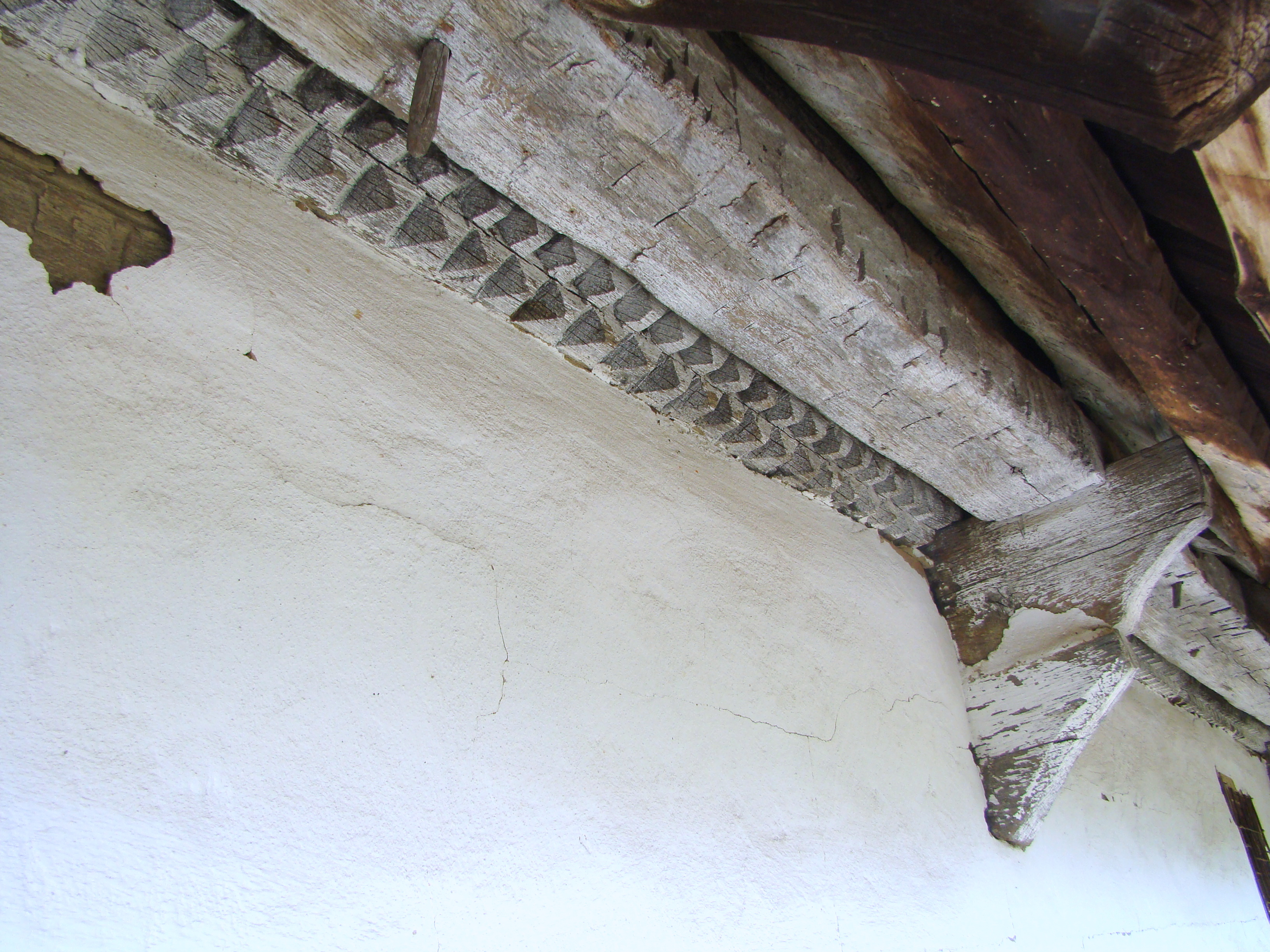
Cosoroaba navei cu motive crestate
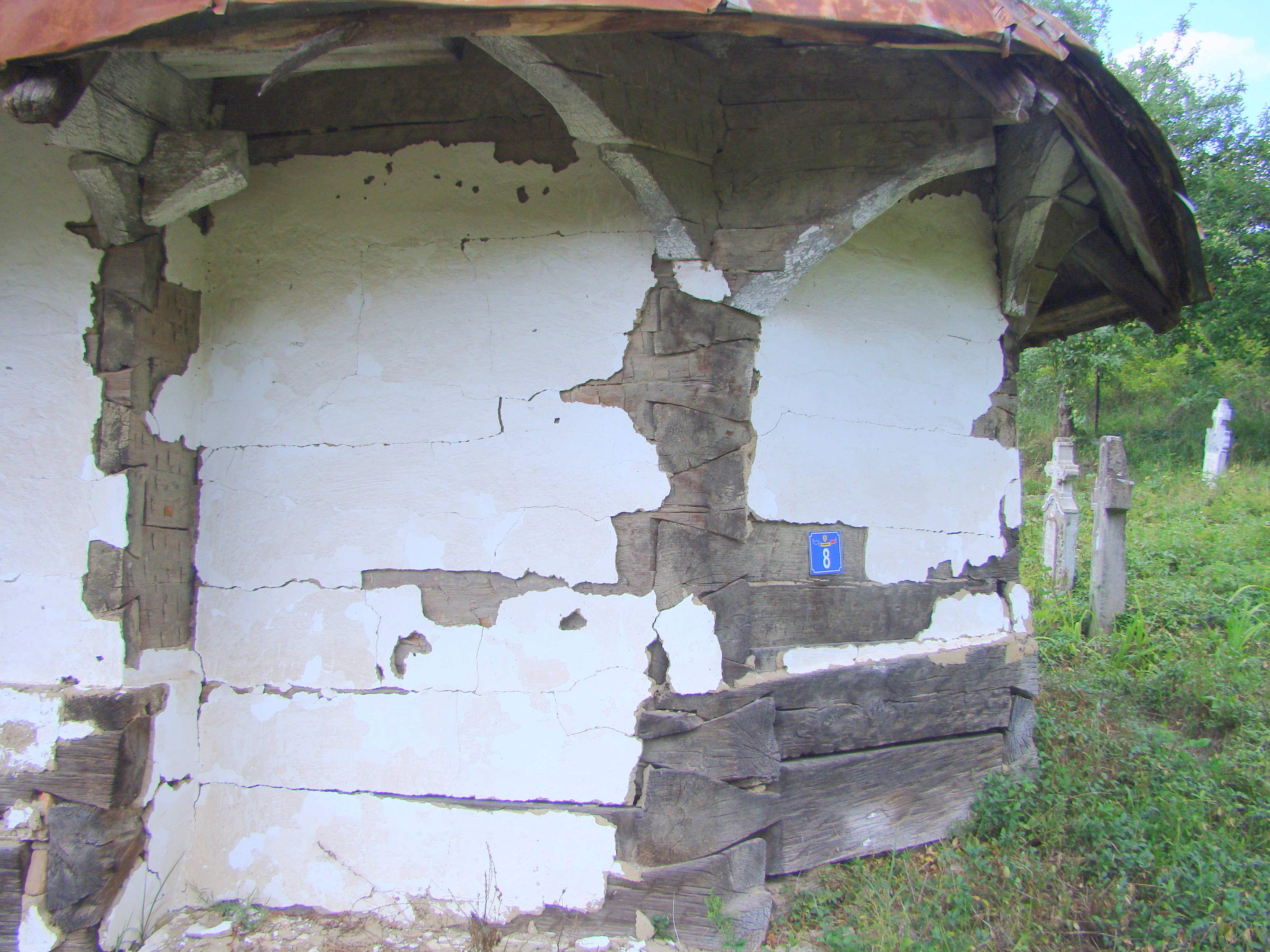
Absida altarului
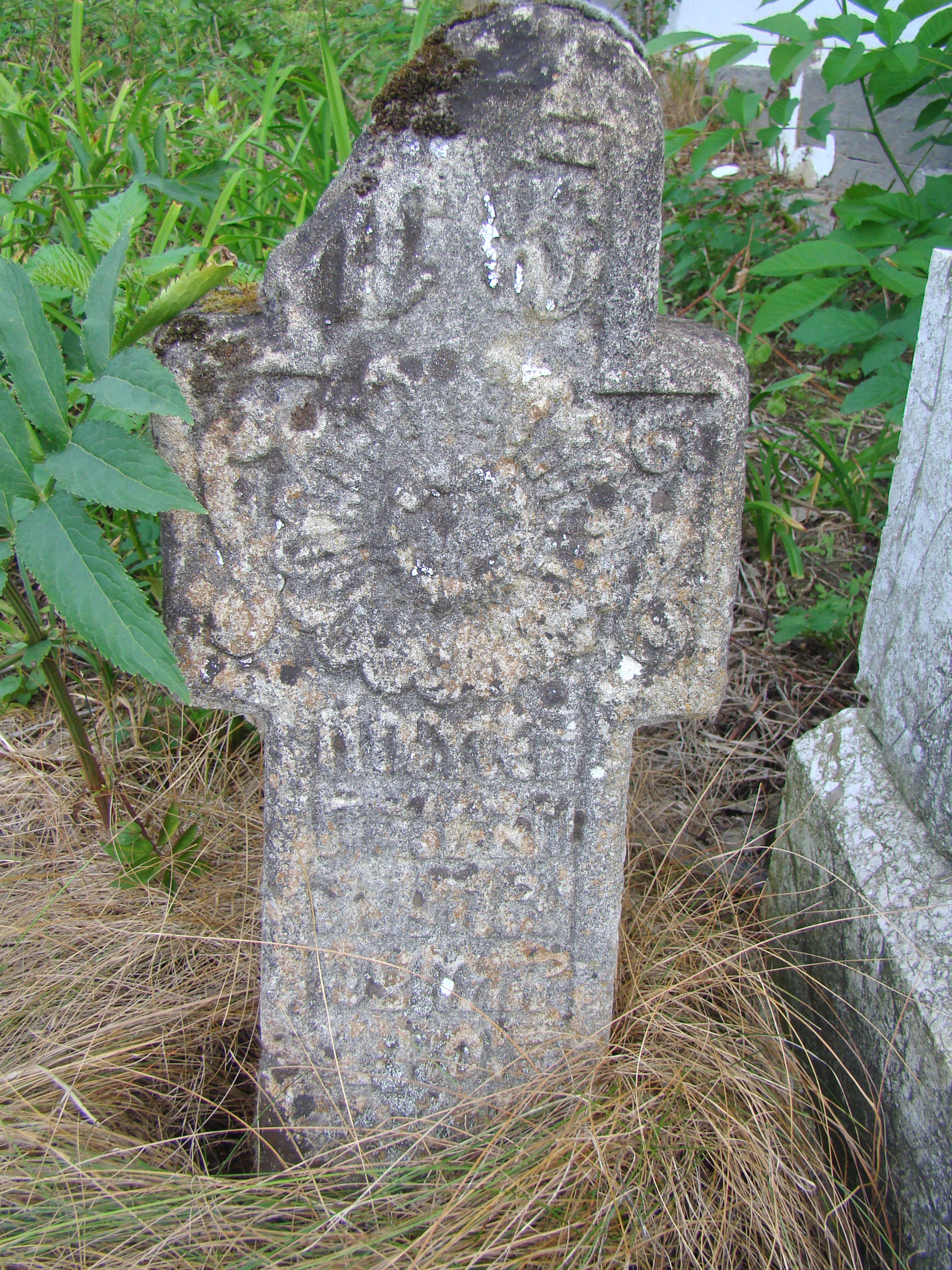
Cruce veche de piatră
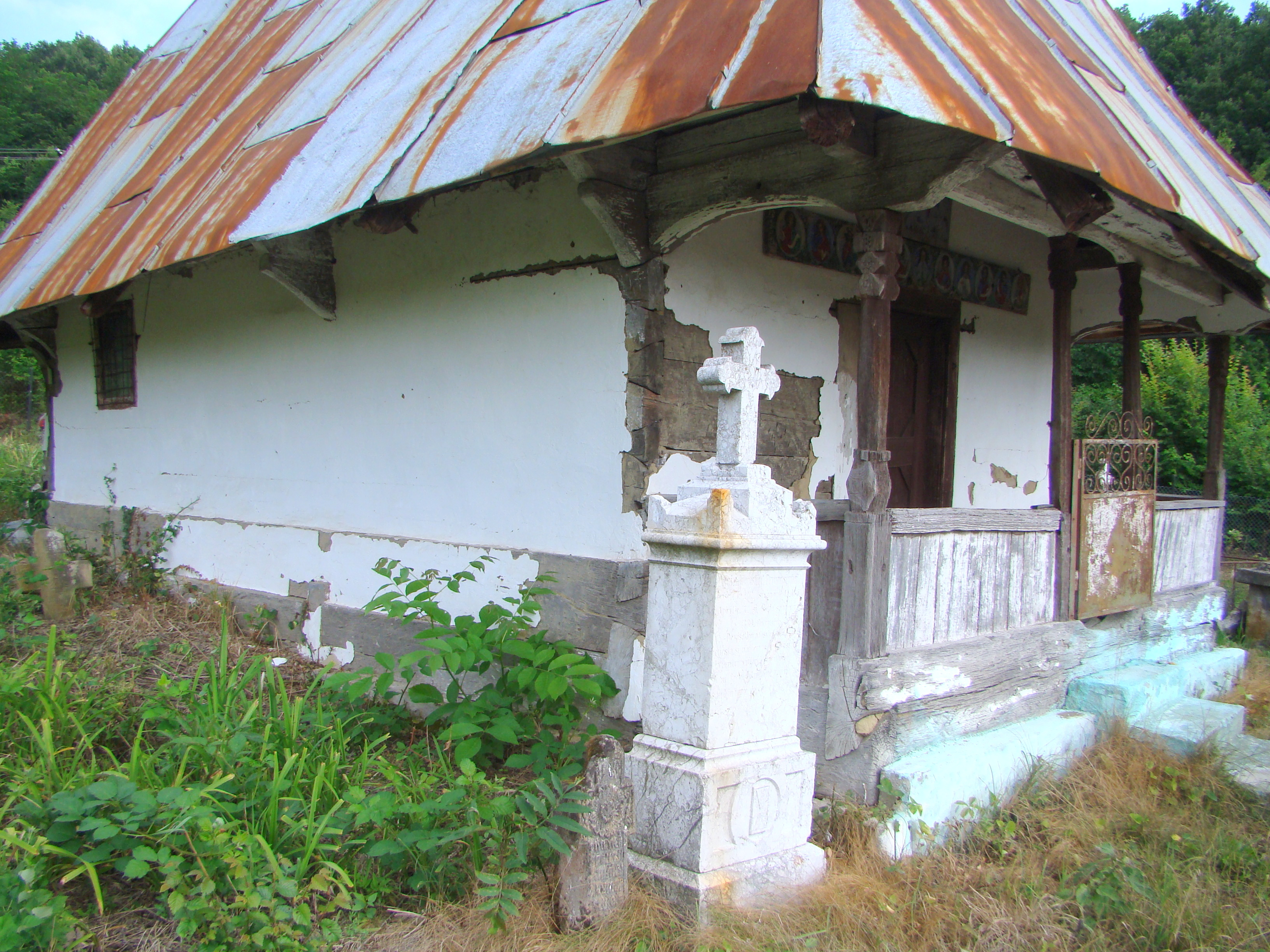
Butea bisericii
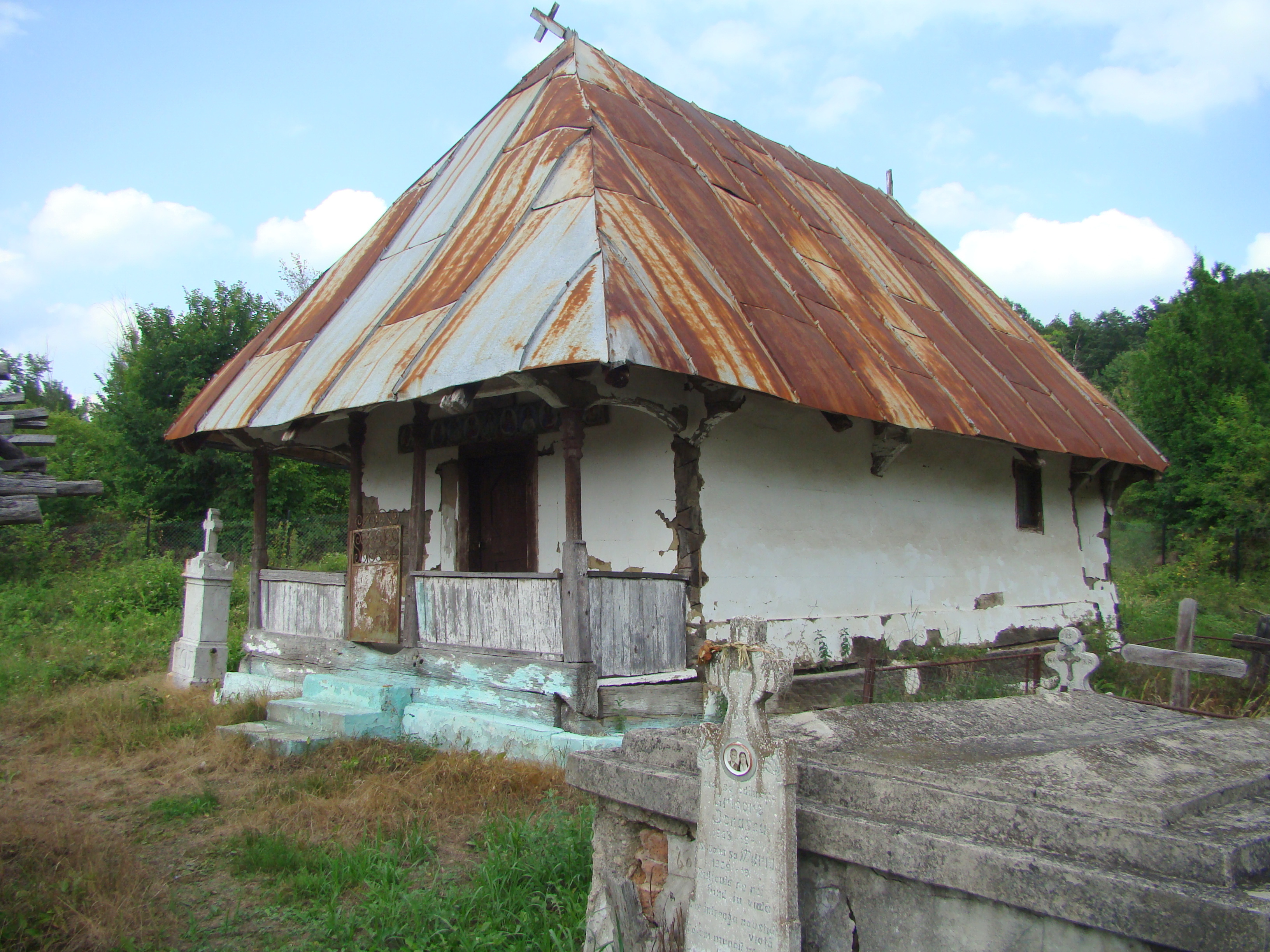
Biserica (sud-vest)
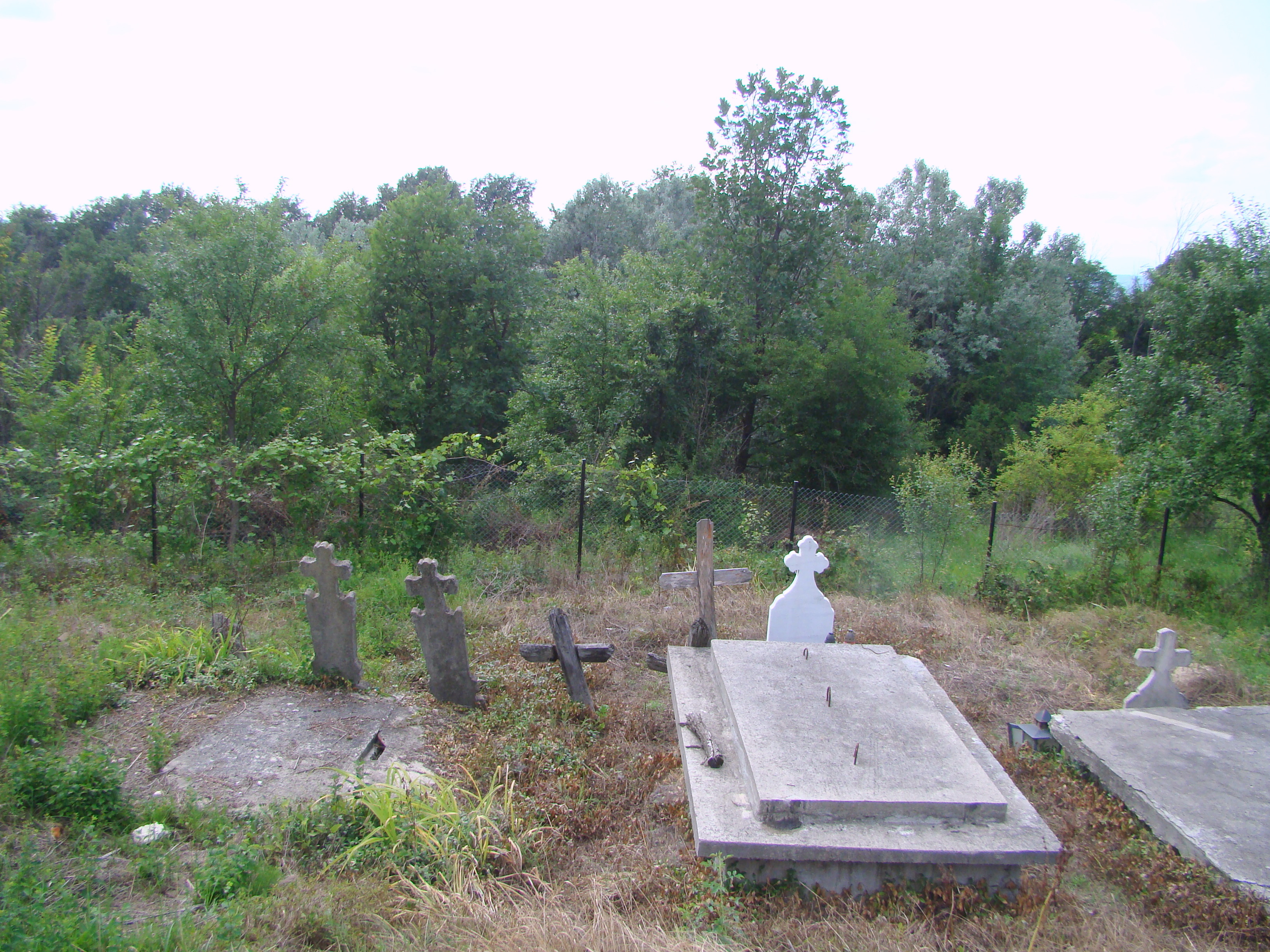
Împrejurimi